# 鄭祖年
鄭祖年（1864年—1928年），字子綿，號肯護，後改名鄭祖季。台灣澎湖廳東西澳媽宮人（今澎湖縣馬公市），「媽宮舉人」鄭步蟾第四子，清領時期生員，曾協助「金門文人」林豪編纂《澎湖廳志》。:55-56

## 生平
鄭祖年為福建漳州龍溪衍派第二十世，開澎第四世，父親鄭步蟾（1831年－1878年）出身媽宮東甲，世稱「媽宮舉人」。鄭步蟾早年迎娶福建海壇鎮總兵吳玉山次女吳氏鳳為妻，而吳玉山養女朱氏日春做陪嫁，但吳氏鳳入門一年而卒，卜葬於風櫃尾滬南岸邊，後鄭步蟾復娶李氏安英（1831年－1878年，善化郡庠生李延棋次女）為正室夫人，並納朱氏日春為妾，朱日春即鄭祖年生母。
鄭祖年出世於同治三年（1864年），略長於同治四年（1865年）出生的鄭祖揚，但家族仍將庶出的鄭祖年列為第四子，嫡出的鄭祖揚列為第三子。:52、55
光緒14年（1888年）間，鄭祖年進秀才，時年25歲，是鄭步蟾諸子中唯一考取功名者。:47-56光緒18年（1892年），「金門文人」林豪再度獲澎湖通判潘文鳳應聘，將未刊行的《澎湖廳志》重修，並延請澎湖鄉紳蔡玉成、黃濟時協修，經兩個月刪補之功方成，《澎湖廳志》才於光緒19年（1893年）正式付梓刊行，鄭祖年亦在協助編修的名單之列。
光緒21年（1895年），清廷與日本簽署《馬關條約》，台灣與澎湖被割讓予日本，日本政府在訂定「住民去就決定日」兩年期限之前，鄭步蟾的四名兒子曾相互商議：長子鄭祖堯與四子鄭祖年遷回福建、二子鄭祖模與三子鄭祖揚續留澎湖；為此，鄭祖堯與鄭祖年另起新名為祖培和祖季，代表在新環境重新開始。:77、79
不同於長兄鄭祖堯定居廈門，鄭祖年舉家赴往原籍地漳州府龍溪縣古縣社，開辦學堂，作育英才，投身教育事業，直到中華民國17年（1928年）逝世為止。:47、56

## 家族
- 姑丈郭鶚翔（1839年－1907年）為清領時期澎湖廳最後一位舉人，世稱「末代舉人」，曾任文石書院山長。[1]
- 叔父鄭步雲（1854年－1916年）參與過光緒十年（1885年）西仔反澎湖之役，後在日治時期曾擔任媽宮街長。[1]
- 生母朱氏日春生年不詳，於光緒20年（1894年）過世，卜葬於案山的鄭步蟾佳城（今澎湖縣馬公市）。[2]:41
- 正室夫人林氏桃（1869年－1927年，又名麗治、諡號勤敏），媽宮文澳人，生有三男三女，長女暨次男幼亡，後收林投人允臧為養子。側室夫人戴氏素蘭（1889年－1964年），生有一男一女。[2]:57